# アフトン (ニュージャージー州)
アフトン（Afton）は、アメリカ合衆国ニュージャージー州モリス郡のフローラムパーク内にある法人化されていないコミュニティ。